# DKW

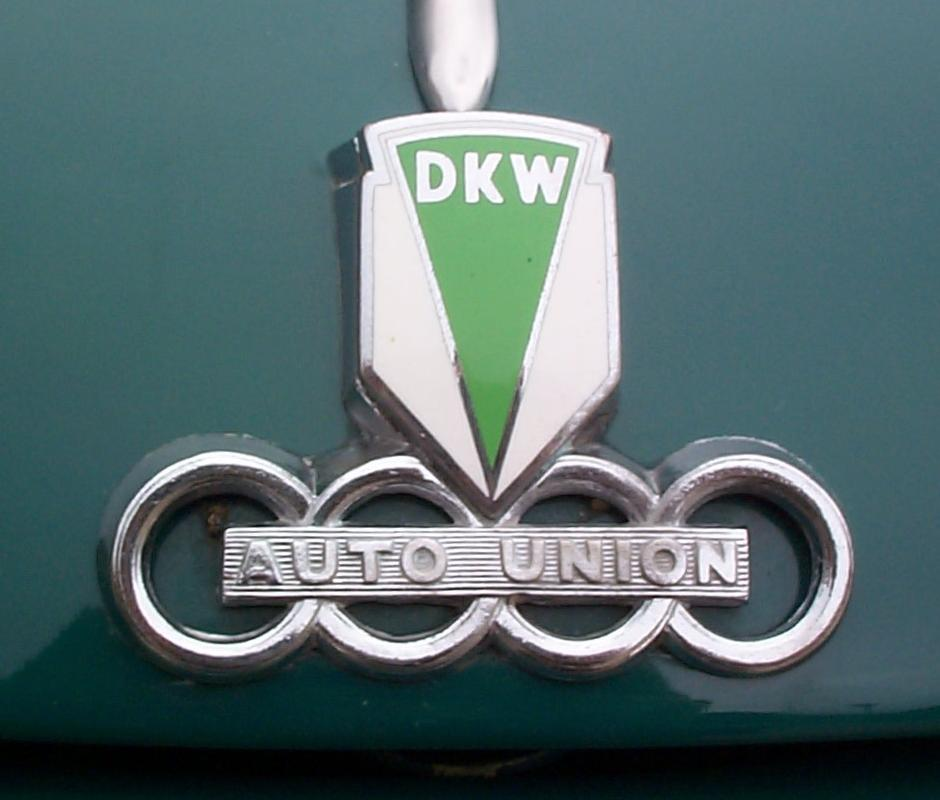
DKW Auto Union logotype

DKW（日本では一般に「デーカーヴェー」と読まれることが多い）は、ドイツの歴史的な自動車とオートバイ製造企業であった。
ドイツでは後発のオートバイ・自動車メーカーでありながら、1920-30年代に得意技術である2ストロークエンジンを活かして急成長を遂げ、1932年のドイツ国内民族メーカー4社合同によるアウトウニオン設立の中核企業となった。「DKW」ブランドは1960年代まで用いられ、そのモデルは以後のアウディ車の母体となった。
「DKW」の語源はもともと「蒸気自動車」を意味するドイツ語: Dampf Kraft Wagenで、第一次世界大戦中にまで起源をさかのぼるが、その後は様々な惹句に語呂合わせされた時期もあったものの、1930年代以降は特段の意味は持たない名称となった。

## 歴史
デンマーク人で若くしてドイツに渡った機械技術者イェルゲン・スカフテ・ラスムッセン（Jørgen Skafte Rasmussen 1878-1964年）により、ザクセン州ケムニッツでラスムッセン&エルンスト有限会社として1906年に創業した。
当初、機械メーカーとして業績を伸長。第一次世界大戦中の1914年には、得意分野であった蒸気機関関係の技術を活かし、蒸気自動車の試作を試みたものの失敗している。ドイツ語で「蒸気自動車」を意味する dampf kraft wagen を略して「DKW」の社名が生まれた。
ラスムッセンは大戦終結直後の1918年、エンジン技術者フーゴ・ルッペに25ccの2ストロークエンジンを開発させた。このエンジンは「DKW」との語呂合わせで「Des Knaben Wunch（若人の夢）」と名付けられ、自転車補助エンジンとして売り出された。「DKW」の語呂合わせは更に続き、このエンジンはDas Kleine Wunder（小さな奇跡）と改名されている。小さなDKWエンジンは経済的で性能も良かったことから、戦後の不況に悩むドイツでヒット作となった。これが真のDKWブランドの始まりであった。
DKWは2ストロークエンジンの技術を活かし、1921年以降本格的なオートバイ生産に乗り出す。この当時の4ストロークエンジンは高速化・高出力化が難しく、小さくてもパワーを稼げる2ストロークエンジンはオートバイ用に最適であり、DKWの小型オートバイは高性能で人気を博した。そして僅か数年のうちに当時世界最大級の二輪車メーカーに急成長した。
DKWは余勢を駆って1928年に四輪車に進出、2ストロークエンジンを搭載した先進的な小型大衆車を市場に送り出した。同年、当時清算の危機にあったアウディの過半数株を買収する事により同社を救済して傘下に収め、経営に参画する事となった。
1930年代までDKWは世界最大のオートバイメーカーだった。1939年に第二次世界大戦の勃発で市販車両の生産を停止するまでは、スプリット・シングルと呼ばれる1シリンダー2ピストン構成の2ストロークエンジンを過給したロードレーサーで、小排気量・若年クラスのレースカテゴリーを席巻した。
四輪部門でも、優れた技術を持つアウディ社開発スタッフの獲得で大幅な進歩設計を実現した。特に1931年に開発された「DKW F1」は、500ccのミニカーであったが、量産型大衆車としては世界で初めての本格的な前輪駆動車であり、自動車の歴史に重要な足跡を残した存在である。「F1」とその改良型は当時のドイツで大きな商業的成功を収めた。
1932年、 DKWはアウディ、ホルヒ、ヴァンダラーと合併してアウトウニオンとなり、オペルに次ぐドイツ第2位のシェアを持つ大企業となったが、DKWブランドはアウトウニオンのコンパクトカーとオートバイのブランドとして存続した。
第二次世界大戦で他のアウトウニオン系3ブランドが消滅を余儀なくされ、ザクセン州にあったアウトウニオンの各工場は戦災破壊とその後の東ドイツ地域編入による社会主義体制での国有化で、独立企業としては無に帰した。西ドイツに避難した経営陣の手でアウトウニオン社が復活した際、DKWブランドの4輪車・オートバイは2ストロークエンジンとともに復活し、社名である「アウトウニオン」と並行してブランドとして使用された。
アウトウニオンは1957年にダイムラー・ベンツの傘下に入ったが、その後の1964年にはフォルクスワーゲングループの傘下に入った。最後のDKWブランドの自動車は1966年生産のF102で、それを最後にブランドは消えた。DKW車は最後まで前輪駆動の2ストロークエンジン仕様を貫徹し、F102のボディはそのまま4ストロークエンジン搭載で復活した「アウディ」ブランドに転用されて、アウトウニオンの血脈を保った。

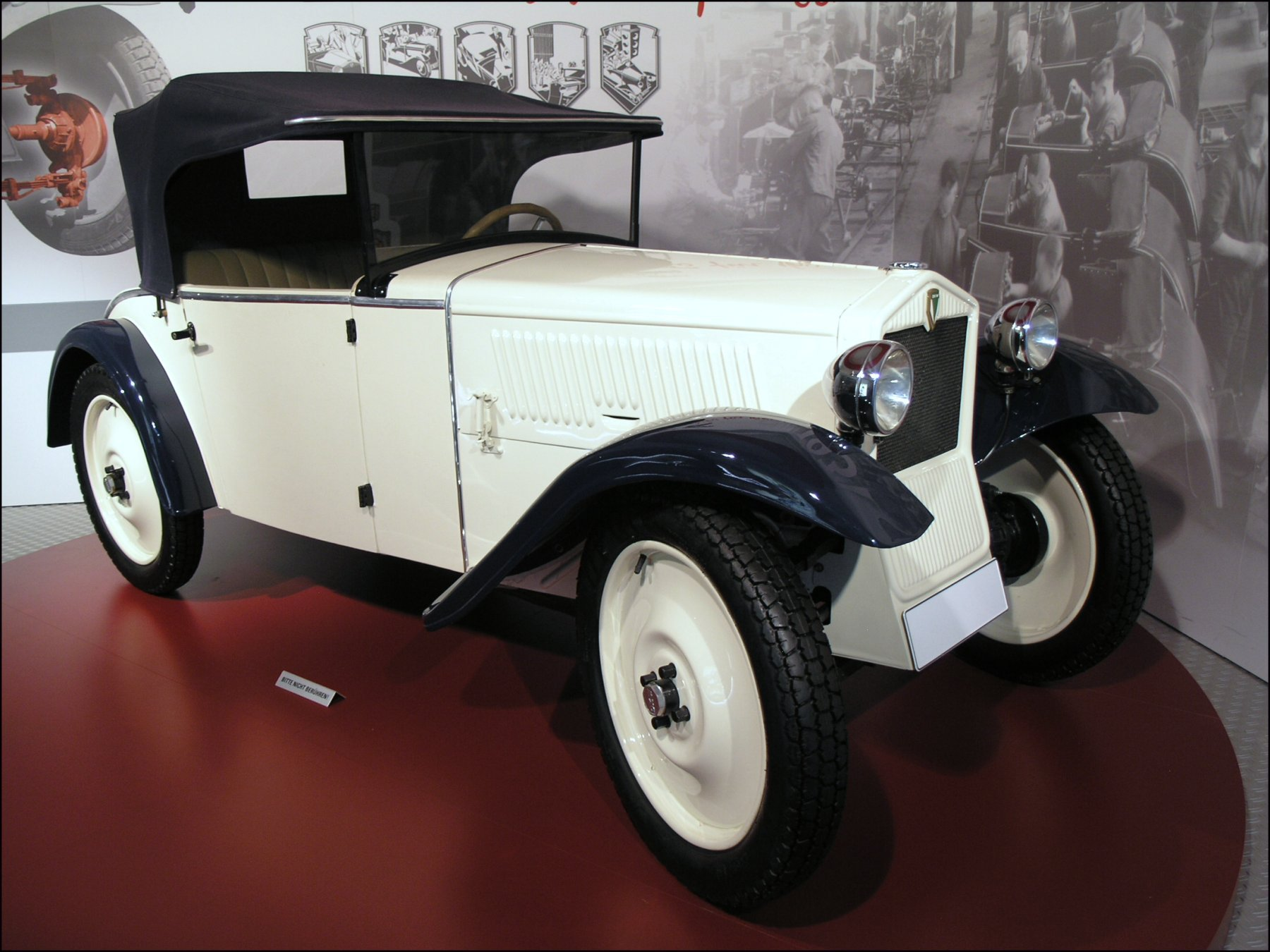
DKW・F1

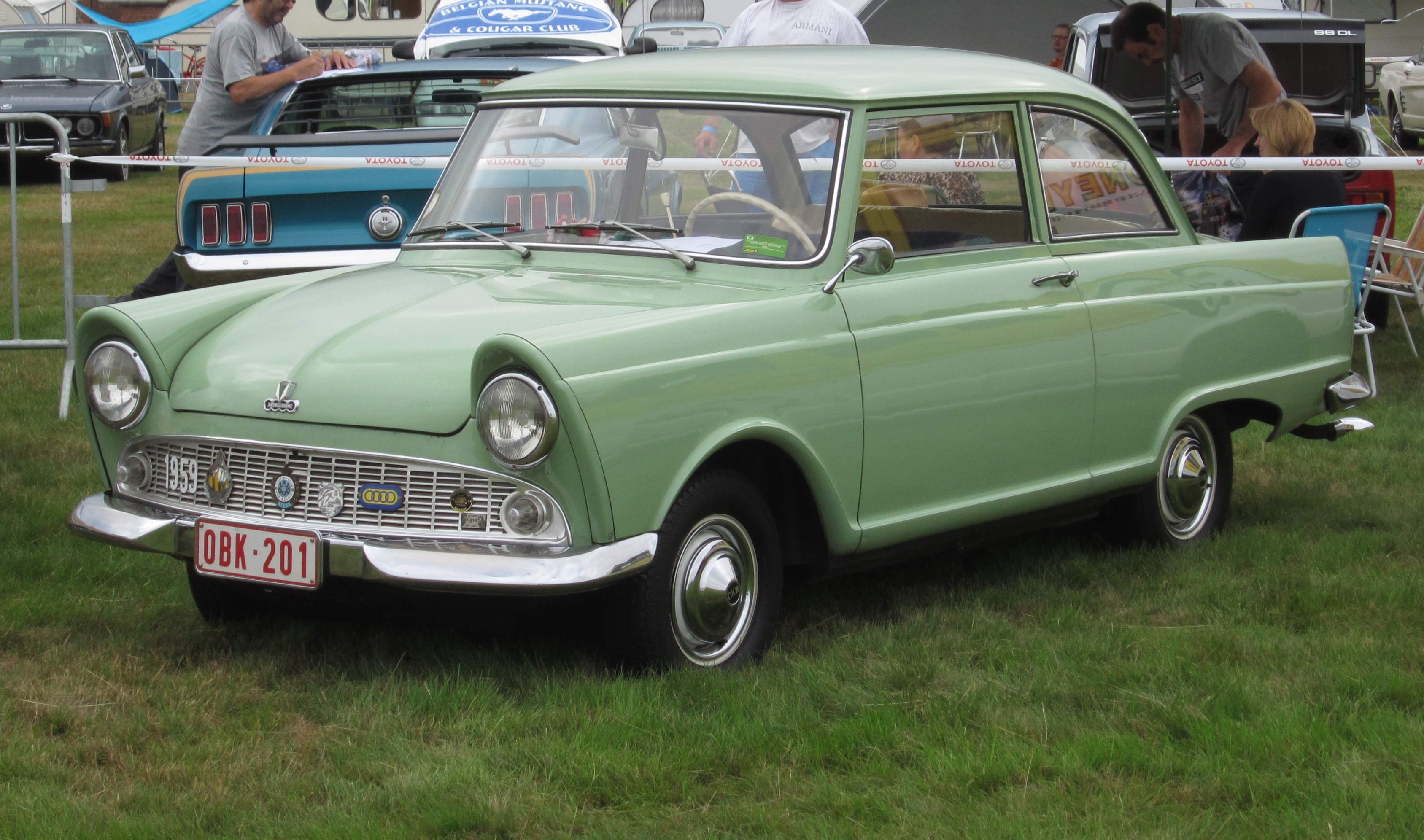
DKW・Junior

## DKWの自動車
- DKW 3=6 (F93)
- DKW 3=6 Monza (F93)
- DKW F1 (1931-1932)
- DKW F2  (1932-1935)
- DKW F4 (1934-1935)
- DKW F5 (1935-1937)
- DKW F7 (1937-1938)
- DKW F8 (1939-1942)
- DKW F9 (1949-1956)
- DKW F89
- DKW F91
- DKW F92
- DKW・F102 (1963–1966)
- DKW Munga (1956–1968)
- DKW Junior
- DKW van (DKW-Schnelllaster)

## DKWのオートバイとスクーター
- DKW Golem
- DKW KM 200
- DKW KS 200
- DKW SB 200
- DKW SB 350
- DKW SB 500
- DKW ZS 500
- DKW ZSW 500 (water cooled)
- DKW SS 600 (water cooled)
- DKW Sport 250
- DKW NZ 250
- DKW NZ 350
- DKW NZ 500
- DKW JS 500
- DKW RT 100
- DKW RT 125
- DKW RT 175
- DKW RT 200
- DKW RT 250 H
- DKW RT 350 S
- DKW Hobby-Roller
- DKW Hummel